# Waverley (West-Australië)
Waverley, sinds 1914 officieel Siberia, is een spookdorp in de regio Goldfields-Esperance in West-Australië.

## Geschiedenis
Rond 1893 vonden Billy Frost en Bob Bonner goud in de streek. Een goldrush ontstond waarbij veel goudzoekers door een gebrek aan water het leven lieten. Frost verkreeg slechts een claim voor oppervlaktegoud. John Christie verkreeg een claim op een ondergrondse goudader die hij de 'Siberia Reward'-goudmijn noemde. Christie zou de mijn zo genoemd hebben nadat iemand - vanwege de vele van dorst stervende goudzoekers - in een boom de woorden "To Hell or Siberia" kerfde.
Er werden watervoorzieningen ontwikkeld. Tegen 1898 leefden genoeg mensen in de streek om een dorp te stichten dat Siberia zou genoemd worden. In oktober 1898 werd het dorp officieel gesticht maar Waverley genoemd, naar een van de andere mijnen in de omgeving. Het dorp telde twee hotels, een dokter en een ziekenhuis.
In 1911 bleek dat er nog een dorp met de naam Waverley bestond waardoor in november 1914 Waverley officieel tot Siberia werd hernoemd. De laatste inwoner verliet het dorp in 1954.

## 21e eeuw
Waverley maakt deel uit van het lokale bestuursgebied (LGA) City of Kalgoorlie-Boulder waarvan Kalgoorlie de hoofdplaats is. De onderneming 'Ora Banda Mining' zoekt in de omgeving nog steeds naar goud.
Waverley (Siberia) ligt langs de toeristische 'Golden Quest Discovery Trail'.

## Ligging
Waverley ligt aan de 'Davyhurst - Ora Banda Road', 653 kilometer ten oostnoordoosten van de West-Australische hoofdstad Perth, 83 kilometer ten zuidzuidwesten van het aan de Goldfields Highway gelegen Menzies en 85 kilometer ten noordnoordwesten van Kalgoorlie.

## Klimaat
De streek kent een warm steppeklimaat, BSh volgens de klimaatclassificatie van Köppen.